# Deutsche Fußballmeisterschaft 1949/50
Die Endrunde um die Fußballmeisterschaft des DFB des Jahres 1950 war die einzige nach Kriegsende, an der 16 Vereine teilnahmen (statt der üblichen acht). Grund war die ins Auge gefasste Teilnahme von Mannschaften aus der DDR. Tatsächlich wurde noch im Mai 1950 zwischen dem DFB und dem Deutschen Sportausschuß der DDR über die Modalitäten verhandelt. Warum es am Ende zu keiner Einigung kam, begründeten die beiden Seiten unterschiedlich. Die für DDR-Vertreter in der Endrunde freigehaltenen Plätze wurden dann auf die anderen Regionalverbände verteilt.
Wegen der Erweiterung auf 16 Teilnehmer war ausnahmsweise auch der Berliner Vizemeister qualifiziert. Dies war Union Oberschöneweide aus dem Ostsektor, was neue Probleme aufwarf. Der Verein erhielt letztlich keine Reiseerlaubnis zu seinem Vorrundenspiel gegen den HSV (die Partie fand in Kiel im dortigen Stadion Waldwiese statt), woraufhin sich ein Großteil der Mannschaft in eigener Verantwortung in die Westzone begab, um dort gegen den HSV anzutreten. Kurz darauf gründeten die ehemaligen Oberschöneweider in West-Berlin den SC Union 06 Berlin.

## Teilnehmer an der Endrunde
| Hamburger SV           | → Meister der Oberliga Nord 1949/50    |
| FC St. Pauli           | → Zweiter der Oberliga Nord 1949/50    |
| VfL Osnabrück          | → Dritter der Oberliga Nord 1949/50    |
| Borussia Dortmund      | → Meister der Oberliga West 1949/50    |
| Preußen Dellbrück      | → Zweiter der Oberliga West 1949/50    |
| Rot-Weiss Essen        | → Dritter der Oberliga West 1949/50    |
| STV Horst-Emscher      | → Vierter der Oberliga West 1949/50    |
| 1. FC Kaiserslautern   | → Meister der Oberliga Südwest 1949/50 |
| SSV Reutlingen 05      | → Zweiter der Oberliga Südwest 1949/50 |
| TuS Neuendorf          | → Dritter der Oberliga Südwest 1949/50 |
| SpVgg Fürth            | → Meister der Oberliga Süd 1949/50     |
| VfB Stuttgart          | → Zweiter der Oberliga Süd 1949/50     |
| Kickers Offenbach      | → Dritter der Oberliga Süd 1949/50     |
| VfR Mannheim           | → Vierter der Oberliga Süd 1949/50     |
| Tennis Borussia Berlin | → Meister der Stadtliga Berlin 1949/50 |
| Union Oberschöneweide  | → Zweiter der Stadtliga Berlin         |

## Endrunde

### Achtelfinale
| Datum     |                      | Ergebnis  |                                     |
| --------- | -------------------- | --------- | ----------------------------------- |
| So 21.05. | 1. FC Kaiserslautern | 2:2 n. V. | Rot-Weiss Essen (in Karlsruhe)      |
| So 21.05. | SpVgg Fürth          | 3:2 (1:2) | STV Horst-Emscher (in Worms)        |
| So 21.05. | Preußen Dellbrück    | 1:0 n. V. | SSV Reutlingen 05 (in Koblenz)      |
| So 21.05. | Borussia Dortmund    | 1:3 (1:1) | VfR Mannheim (in Gladbeck)          |
| So 21.05. | VfB Stuttgart        | 2:1 (1:1) | VfL Osnabrück (in Köln)             |
| So 21.05. | Kickers Offenbach    | 3:1 (1:0) | Tennis Borussia Berlin (in München) |
| So 21.05. | FC St. Pauli         | 4:0 (1:0) | TuS Neuendorf (in Hannover)         |
| So 28.05. | Hamburger SV         | 7:0 (4:0) | SC Union 06 Berlin (in Kiel)        |

#### Wiederholungsspiel
| Datum     |                      | Ergebnis  |                           |
| --------- | -------------------- | --------- | ------------------------- |
| Mo 29.05. | 1. FC Kaiserslautern | 3:2 n. V. | Rot-Weiss Essen (in Köln) |

### Viertelfinale
| Datum     |                   | Ergebnis  |                                     |
| --------- | ----------------- | --------- | ----------------------------------- |
| So 04.06. | VfB Stuttgart     | 5:2 (2:0) | 1. FC Kaiserslautern (in Nürnberg)  |
| So 04.06. | SpVgg Fürth       | 2:1 (2:0) | FC St. Pauli (in Gelsenkirchen)     |
| So 04.06. | Kickers Offenbach | 3:2 (0:2) | Hamburger SV (in Düsseldorf)        |
| So 04.06. | Preußen Dellbrück | 2:1 (0:0) | VfR Mannheim (in Frankfurt am Main) |

### Halbfinale
| Datum     |                   | Ergebnis  |                                    |
| --------- | ----------------- | --------- | ---------------------------------- |
| So 11.06. | VfB Stuttgart     | 4:1 (2:1) | SpVgg Fürth (in Frankfurt am Main) |
| So 11.06. | Preußen Dellbrück | 0:0 n. V. | Kickers Offenbach (in Stuttgart)   |

#### Wiederholungsspiel
| Datum     |                   | Ergebnis  |                                   |
| --------- | ----------------- | --------- | --------------------------------- |
| So 18.06. | Preußen Dellbrück | 0:3 (0:1) | Kickers Offenbach (in Oberhausen) |

## Finale
| VfB Stuttgart                                     | VfB Stuttgart | Kickers Offenbach | Kickers Offenbach |
| ------------------------------------------------- | --- | --- | ----------------- |
| VfB Stuttgart                                     | \| Sonntag, 25. Juni 1950 in Berlin (Olympiastadion) \| \| Ergebnis: 2:1 (2:0) \| \| Zuschauer: 95.000 \| \| Schiedsrichter: Erich Kormannshaus (Löhne) \|                                      | \| Sonntag, 25. Juni 1950 in Berlin (Olympiastadion) \| \| Ergebnis: 2:1 (2:0) \| \| Zuschauer: 95.000 \| \| Schiedsrichter: Erich Kormannshaus (Löhne) \|                                        | Kickers Offenbach |
| VfB Stuttgart                                     | Otto Schmid – Erich Retter, Richard Steimle – Ernst Otterbach, Josef Ledl, Karl Barufka – Erwin Läpple, Robert Schlienz, Walter Bühler, Otto Baitinger, Rolf Blessing Cheftrainer: Georg Wurzer | Josef Schepper – Ferdinand Emberger, Willi Magel – Kurt Schreiner, Anton Picard, Willi Keim – Gerhard Kaufhold, Albert Wirsching, Horst Buhtz, Wilhelm Weber, Heinz Baas Cheftrainer: Paul Oßwald | Kickers Offenbach |
| VfB Stuttgart                                     | 1:0 Läpple (17.) 2:0 Bühler (27.) | 2:1 Buhtz (47.) | Kickers Offenbach |
| Sonntag, 25. Juni 1950 in Berlin (Olympiastadion) | | |                   |
| Ergebnis: 2:1 (2:0)                               | | |                   |
| Zuschauer: 95.000                                 | | |                   |
| Schiedsrichter: Erich Kormannshaus (Löhne)        | | |                   |